# حديقة نيشاميني الحكومية
حديقة نيشاميني الحكومية(بالإنجليزية: Neshaminy State Park)‏؛ تبلغ مساحة حديقة نيشاميني الحكومية 330-أكر (134 ها) وهي حديقة ولاية بنسلفانيا في بلدة بنسالم، مقاطعة باكس، بنسلفانيا في الولايات المتحدة. يمكن لزوار الحديقة إلقاء نظرة على أفق فيلادلفيا من مسار المشي لمسافات طويلة في لوغان بوينت. تقع الحديقة عند ملتقى نهر نيشاميني ونهر ديلاوير. تقع حديقة نيشاميني الحكومية قبالة الطريق السريع 95 على طريق بنسلفانيا 132.

## تاريخ الحديقة
تمّ التّبرع بمعظم أراضي حديقة نيشاميني الحكومية إلى كومنولث بنسلفانيا من قبل ملكية روبرت لوجان عام 1956. كان لوجان من نسل جيمس لوجان الذي كان السكرتير الاستعماري لوليام بن مؤسس ولاية بنسلفانيا. يعد طريق دنكس فرّي Dunks Ferry، الذي يشكل الحدود الغربية للمنتزه، أحد أقدم الطرق في ولاية بنسلفانيا. في عام 1679 بنى الطريق دانكن ويليام Dunken Williams لتوفير الوصول إلى العبارة الخاصة به التي عبرت نهر ديلاوير. مدة أربعين عامًا، قامت المؤرّخة الشّفهية أليس أوف دونك فيري بجمع الرسوم من أولئك الذين يعبرون النهر. كان دنكس فري محطة استراحة رئيسية تخدم المسافرين من منتصف القرن الثامن عشر حتى أواخر القرن التاسع عشر.

## علم البيئة
يقع متنزه نيشاميني الحكومي على بعد 116 ميل (187 كـم) عن المحيط الأطلسيّ، ولكنها عند مستوى سطح البحر. هذا المزيج من المسافة والارتفاع يخلق مصب النهر. يؤدّي تأثير المد والجزر إلى ارتفاع النّهر وهبوطه كل يوم. استخدم سكان لينابي الذين عاشوا ذات يوم على ضفاف النّهر المدّ والجزر لمساعدتهم في صيد الأسماك. قاموا ببناء أسوار منخفضة في منطقة المد والجزر. عند ارتفاع المد، تسبح الأسماك داخل الأسوار ويتم اصطيادها عندما تنحسر المياه عند انخفاض المد . وفقًا لأنواع النباتات الطبيعية المحتملة في الولايات المتحدة خارج مصب النهر، سيكون لمنتزه نيشاميني الحكومية نوع نباتي مهيمن من الآبالاش السنديان ( 104 ) مع شكل نباتي سائد من غابة الأخشاب الصلبة الشرقية( 25 ). 

## استجمام

### نهر ديلاوير
تعد حديقة نيشاميني الحكومية موطنًا لمرسى ثلاثمئة وسبعين دعامة على نهر ديلاوير. دائمًا ما يكون الطّلب على القسائم في المارينا مرتفعًا جدًا. ويرجع ذلك إلى موقع الحديقة، فهي تقع بشكل مباشر داخل قلب جنوب شرق ولاية بنسلفانيا المكتظ بالسكان. تحظى القوارب الترفيهيّة على نهر ديلاوير بشعبيّة خاصة في أشهر الصيف. يُسمح بقوارب ذات قوة حصانية غير محدودة في النهر. يجب على جميع القوارب عرض تسجيل حالي لدى أي ولاية أو الحصول على تصريح إطلاق من لجنة الأسماك والقوارب في بنسلفانيا. نهر ديلاوير هو مصايد المياه الدافئة. من المتوقع أن يتبع جميع الصيادين قواعد وأنظمة لجنة الأسماك.

### سباحة
لا يسمح بالسباحة في النّهر. يفتح المسبح يوميًا من الساعة 12:00 ظهرًا حتى 6:00 مساءً خلال أيّام الأسبوع ومن الساعة 12:00 ظهرًا حتى 6:00 مساءً في عطلات نهاية الأسبوع، وعطلة نهاية الأسبوع الخاصة بيوم الذكرى وحتى عطلة عيد العمال. رجال الإنقاذ في الخدمة. يتم تحصيل مبلغ ثلاثة عشر دولارًا نقدًا من منطقة حمّام السباحة. لمزيد من المعلومات، يمكن التواصل عن طريق الموقع http://www.neshaminypool.com . 

### جولة على الأقدام
4 ميل (6.4 كـم) من مسارات المشي لمسافات طويلة في حديقة نيشاميني الحكومية. يعد طريق لوغان هو الممر السابق المؤدي إلى منزل لوغان. هذا المسار الذي تصطف على جانبيه الأشجار مرصوف ويعمل كمسار للمشي لمسافات طويلة وطريق خدمة للمنتزه. مسار ممشى النهر عبارة عن حلقة تبدأ وتنتهي عند طريق لوغان. ويتبع ضفة نهر ديلاوير ويمر بمصب النهر ومستنقع المد والجزر.  

## المناخ
تقع حديقة نيشاميني الحكومية في المنطقة الانتقاليّة بين المناخ القاري المعتدل في الشّمال والمناخ شبه الاستوائي الرطب في الجنوب. وفقًا لنظام تصنيف مناخ تريوارثا، تتمتّع حديقة نيشاميني الحكوميّة بمناخ محيطي معتدل ( دو ) مع صيف حار ( أ ) وشتاء بارد ( ك ) وهطول الأمطار على مدار السنة. تتميّز مناخات العاصمة بأنّ متوسط درجات الحرارة في جميع الأشهر أكبر من 32.0 °ف (0 °م) لمدة أربعة إلى سبعة أشهر بمتوسّط درجة حرارة أكبر أو تساوي 50.0 °ف (10 °م) لمدة شهر على الأقل بمتوسط درجة حرارة أكبر أو تساوي 72.0 °ف (22 °م) ولا يوجد فرق كبير في هطول الأمطار بين الفصول. بالرغم من أنّ معظم أيام الصيف تكون رطبة قليلاً في حديقة نيشاميني الحكومية، ومن يمكن أن تحدث نوبات من الحرارة والرّطوبة العالية مع قيم مؤشر الحرارة أكبر من 109 °ف (43 °م) .
منذ عام 1981، بلغت أعلى درجة حرارة الهواء 103.1 °ف (40 °م) بتاريخ 22/07/2011، وكان أعلى متوسط يومي لنقطة الندى 76.3 °ف (25 °م) بتاريخ 13/08/1999. متوسط الشهر الأكثر رطوبة هو شهر يوليو والذي يتوافق مع الذّروة السّنوية لنشاط العواصف الرعدية. منذ عام 1981، كان اليوم الأكثر رطوبة في التقويم هو 6.44 إنش أي (164 م) بتاريخ 27/08/2011. في أشهر الشّتاء، تصل منطقة صلابة النبات إلى 7 أ مع متوسط سنوي لدرجة حرارة الهواء الدنيا بلغت 2.3 °ف (−17 °م). منذ عام 1981، كانت أبرد درجة حرارة للهواء −8.2 °ف (−22 °م) في تاريخ 22/01/1984. يمكن أن تحدث نوبات من البرد الشّديد والرّياح مع قيم برودة الرياح الأقل من −8 °ف (−22 °م). يتراوح متوسّط تساقط الثلوج السّنوي بأشهر (نوفمبر-أبريل) بين 24 و30 إنش أي (61 و76 سم). متوسّط الشّهر الأكثر تساقطًا للثّلوج هو شهر فبراير والذي يتوافق مع ذروة النّشاط الشّمالي.

## حدائق الدولة القريبة
تقع حدائق الدّولة الأقرب على بعد 30 ميل (48 كـم) من حديقة نيشاميني الحكومية: 
- ( مقاطعة فيلادلفيا )
- ( نيو جيرسي )
- ( مقاطعتي باكس ونورثهامبتون )
- (نيو جيرسي)
- ( مقاطعة مونتغومري )
- (مقاطعة مونتغومري)
- حديقة نوكاميكسون الحكومية (مقاطعة باكس)
- نوريستاون فارم بارك (مقاطعة مونتغومري)
- حديقة رالف ستوفر الحكومية (مقاطعة باكس)
- حديقة رانكوكاس الحكومية (نيو جيرسي)
- حديقة ريدلي كريك الحكومية ( مقاطعة ديلاوير )
- تايلر ستيت بارك (مقاطعة باكس).
- حديقة واشنطن كروسينج الحكومية (نيو جيرسي).

## روابط خارجية
- "Neshaminy State Park official map" (PDF). مؤرشف من الأصل (PDF) في 2022-09-04.